# Pandèmia de COVID-19 a Aruba
La propagació de la pandèmia per coronavirus de 2019-2020 a Aruba es va confirmar el 13 de març de 2020 amb dos casos de persones contagiades amb Covid-19.
En data del 10 de maig, l'illa caribenya comptava 101 casos de persones infectades, 89 persones recuperades i 3 víctimes mortals.

## Cronologia
El 13 de març de 2020, la Primera Ministra d'Aruba, Evelyn Wever-Croes, va anunciar la presència dels dos primers casos confirmats de coronavirus al país.
A conseqüència, el govern va restringir l'entrada a l'illa de tots els individus que venien d'Europa, per aire o per mar – aplicable a partir del 15 de març i que havia de durar fins al 31 de març – a excepció dels ciutadans arubians. També es va preveure aleshores de tancar les escoles durant la setmana del 16 de març, i de prohibir totes les concentracions públiques de dimensió important.
El 15 de març, la Primera Ministra va declarar durant un discurs televisat que hi hauria una anul·lació dels vols internacionals amb destinació a Aruba a partir de mitjanit, i doncs efectiva a partir del 16 de març. Aquesta ha de durar fins al darrer dia del mateix mes, acceptant tanmateix el retorn dels residents de l'illa. Entre les altres mesures que es prengueren, es va informar d'unes recomanacions per a viatgers incitant els ciutadans arubians a evitar de sortir del país.
Entre el 16 i el 17 del mateix mes, es va confirmar un tercer cas d'infecció de Covid-19. Es tractava d'una dona que havia viatjat recentment a Nova York per a fer vacances. Tot i que no presentava cap símptoma, va passar la prova i els seus resultats evidenciaren que tenia el virus.
El dia 17, s'anuncià un nou cas de contaminació que afectava un turista. Tres dies més tard, es va descobrir un cinquè cas, un treballador de l'aeroport, que havia tornat de Nova York, on havia anat de vacances.
Tres casos addicionals es van divulgar el 21 de març, i doncs vuit persones en total aleshores. Dos dels contagiats provenien dels Estats Units, un de Nova York i l'altre de Miami) mentre que el tercer cas és probablement el primer exemple de transmissió local.
El 15 d'abril, Aruba anuncià la primera mort deguda al Covid-19, la d'un home de 79 anys.

## Dades estadístiques
Evolució del nombre de persones infectades amb COVID-19 a Aruba
Evolució del nombre de persones guarides del COVID-19 a Aruba
Evolució del nombre de morts del COVID-19 a Aruba